# Trường Anh quốc Warszawa
Trường Anh quốc Warszawa là một trường quốc tế tại Warszawa, Ba Lan. Nó được thành lập vào năm 1992 và hiện có hơn 1000 sinh viên với 60 quốc tịch khác nhau. Trường Anh quốc Warszawa là một phần của Tập đoàn Giáo dục Nord Anglia. Trường tuân theo Chương trình giảng dạy tiểu học quốc tế (IPC), phù hợp với nhu cầu của cộng đồng sinh viên quốc tế, từ những năm đầu đến tiểu học và tuân theo chương trình giảng dạy tiếng Anh quốc gia trong các giai đoạn chính, kỳ thi IGCSE và Chương trình văn bằng tú tài quốc tế (IB). Hiệu trưởng của trường là Alun Yorath. Đội ngũ giảng viên chủ yếu được đào tạo tại Vương quốc Anh. Trường Anh cung cấp giáo dục cho học sinh từ 2 đến 18 tuổi. Từ viết tắt của trường là „Bem-es tu.

## Khuôn viên
Trường Anh quốc, Trung tâm Giáo dục Mầm non Warszawa nằm ở quận Stary Mokotów và phục vụ cho trẻ em từ 2 tuổi đến 6 tuổi. Trung tâm nằm trên ul. Dabrowskiego, nơi các lớp học được bao quanh bởi một sân chơi lớn, khu vườn và khu rừng. Khuôn viên trường tiểu học và trung học của trường Anh, dành cho học sinh từ 6 tuổi đến 18 tuổi nằm ở ul. Limanowskiego ở Sadyba. 

## Cơ sở vật chất

### Trung tâm mầm non
Trung tâm mầm non của trường Anh được thiết kế xung quanh một hội trường trung tâm, với các lớp được phân nhóm theo độ tuổi. Có phòng tập thể dục và phòng âm nhạc riêng biệt. Các giáo viên trong lớp được hỗ trợ bởi một giáo viên Hỗ trợ tiếng Anh chuyên nghiệp cũng như Giáo viên Hỗ trợ Học tập. Các cơ sở ngoài trời của trường bao gồm các trò chơi trẻ em.

### Cơ sở chính
Cơ sở chính của Trường Anh quốc cung cấp các cơ sở bao gồm: Thư viện Tiểu học và Trung học; Trung tâm học tập IB cho sinh viên cao cấp; thiết bị vui chơi trong nhà và ngoài trời; phòng thể thao; phòng nghệ thuật; bộ công nghệ âm nhạc, phòng âm nhạc và phòng thực hành; phòng thí nghiệm khoa học và bộ CNTT và thiết bị máy tính di động, được liên kết với hệ thống không dây (wi-fi) trên toàn trường. Mỗi môn học của trường trung học và chương trình tú tài quốc tế đều có cơ sở riêng, với các môn học thay thế các khu vực năm của trường tiểu học. Học sinh có thể mở rộng việc học thông qua Firefly, một cộng đồng học tập trực tuyến. Họ có thể truy cập Lớp học toàn cầu.

## Giáo dục
Trường cung cấp hệ thống giáo dục ở cấp tiểu học và trung học.